# Le Cycle de Cyann
Le Cycle de Cyann est une série de bande dessinée relevant du planet opera, un sous-genre de la science-fiction, illustrée par François Bourgeon et scénarisée en collaboration avec Claude Lacroix.

## Synopsis
Le Cycle de Cyann raconte les aventures sur différentes planètes, et probablement à travers le temps, de Cyann Olsimar, fille de Lazuli Olsimar, seigneur (« Sondeur ») sur la planète ☉lh. Au-delà des aspects physiques (géographie, biologie…), chaque planète présente une organisation politique particulière, que Cyann découvre concomitamment aux luttes de pouvoir s'y exerçant.

## Albums
La série du Cycle de Cyann est composée de six tomes. Un album hors-série, qui explique le monde de Cyann, est paru chez Casterman en 1997 sous le titre La Clé des confins : D'☉lh à il☉ et au-delà.
- 1 La s☉urce et la s☉nde, Casterman,  (ISBN 2-203-38857-9), 1993
Scénario : François Bourgeon et Claude Lacroix - Dessin et couleurs : François Bourgeon
- 2 Six Saisons sur il☉, Casterman,  (ISBN 2-203-38894-3), 1997
Scénario : François Bourgeon et Claude Lacroix - Dessin et couleurs : François Bourgeon
- 3 Aïeïa d'Aldaal, Vents d'Ouest,  (ISBN 2-7493-0218-8), 2005
Scénario : François Bourgeon et Claude Lacroix - Dessin et couleurs : François Bourgeon
- 4 Les Couleurs de Marcade, Vents d'Ouest,  (ISBN 978-2-7493-0239-3), 2007
Scénario : François Bourgeon et Claude Lacroix - Dessin et couleurs : François Bourgeon
- 5 Les Couloirs de l'Entretemps[3], 12 bis,  (ISBN 978-2-356-48323-2), 2012
Scénario : François Bourgeon et Claude Lacroix - Dessin et couleurs : François Bourgeon
- 6 Les Aubes douces d'Aldalarann, Delcourt,  (ISBN 978-2-7560-6285-3), 2014
Scénario : François Bourgeon et Claude Lacroix - Dessin et couleurs : François Bourgeon
- Hors-série La Clé des confins : D'Olh à ilO et au-delà, Casterman,  (ISBN 2-203-38030-6), 1997
Scénario : François Bourgeon et Claude Lacroix - Dessin et couleurs : François Bourgeon
- Intégrale Le Cycle de Cyann, Delcourt,  (ISBN 978-2-7560-8538-8), 2016
Scénario : François Bourgeon et Claude Lacroix - Dessin et couleurs : François Bourgeon

## Le changement d'éditeur
Au milieu de la série, lorsque Casterman a été racheté par Flammarion, les auteurs ont voulu dénoncer leur contrat, arguant que l'actuelle société Casterman n'avait aucun lien avec la société avec laquelle ils avaient signé leur contrat. Un bras de fer légal s'est engagé entre les deux parties, Casterman ayant de son côté engagé un procès contre Lacroix et Bourgeon pour leur imposer de livrer rapidement une suite à leur série. Aucune avance sur droits n'avait été perçue et aucun délai n'avait été établi contractuellement mais un tribunal a estimé que trois années étaient suffisantes pour réaliser un album et a condamné les auteurs à verser 1 000 euros de pénalités par jour de retard. Cette affaire a, en son temps, fait grand bruit dans le milieu des auteurs de bande dessinée qui voyaient là une atteinte à la liberté de l'auteur et s'étonnaient qu'un tribunal puisse se prononcer sur le délai raisonnable de fabrication d'une œuvre de l'esprit[non neutre]. Un jugement en appel a annulé cette décision et donné raison à Lacroix et Bourgeon qui ont finalement été libérés de leur contrat avec Casterman/Flammarion, qui entretemps avait par ailleurs été racheté par le groupe de presse italien Rizzoli-Corriere della Sera[réf. nécessaire].
La série sera par la suite publiée par Vents d'Ouest. En février 2009, 12 bis réédite les deux premiers tomes de la série ainsi que le hors-série. Les tomes 3 et 4 restent disponibles chez Vents d'Ouest.
Le 17 septembre 2014, Delcourt réédite les cinq premiers volumes, et sort un sixième. L'édition numérique du premier volume est proposée en ligne,.